# 1111 en santé et médecine
| Années de la santé et de la médecine : 1108 - 1109 - 1110 - 1111 - 1112 - 1113 - 1114    |
| Décennies de la santé et de la médecine : 1080 - 1090 - 1100 - 1110 - 1120 - 1130 - 1140 |

Cet article présente les faits marquants de l'année 1111 en santé et médecine.

## Événements
- Une autopsie est attestée pour la première fois, à Constantinople sur un homme de l'armée de Sigurd Ier, roi de Norvège, à son retour de Jérusalem,  dans la Gesta Regum Anglorum de Guillaume de Malmesbury[1].
- 1109-1111 : grande famine en Europe occidentale (Irlande, Allemagne, France du Nord), documentée en France par Orderic Vital dans son Historia ecclesiastica, et due à des perturbations climatiques probablement provoquées par un volcan japonais, le mont Asama, entré en éruption en 1608[2],[3].

## Publications
- 1111-1166 : Adélard de Bath, philosophe, mathématicien et naturaliste anglais, rédige des Quaestiones naturales où il traite, entre autres domaines, « de la physiologie humaine, de l'anatomie et de la psychologie des sensations », et où « il donne ses explications comme le fruit de son initiation à la science arabe, en même temps que le résultat de ses recherches personnelles[4] ».
- 1111-1117 : parution en Chine des vingt mille ordonnances du Sheng ji zong lu (« Encyclopédie impériale de la médecine » ou « Recueil du soulagement sacré[5] »).

## Personnalités
- Fl. Gautier[6]  et Girard[6], barbiers, cités respectivement dans des chartes des abbayes Saint-Serge d'Angers et Saint-Père de Chartres.
- 1111-1117 : fl. Kou Zongshi, fonctionnaire du service de santé de l'empereur Song Zhenzong et auteur du Bencao yan yi (« Signification étendue de la matière médicale »), pharmacopée achevée en 1116[7].

## Décès
- Omar Ibn Mohammed al-Bakri, dit al-Dhahbi (né à une date inconnue), médecin de Sfax en Tunisie, émigré en Égypte[8].
- Vers 1111 : Basile (né à une date inconnue), médecin bulgare, chef de la secte des bogomiles, exécuté sur le bûcher à Constantinople par l'empereur Alexis Comnène[9].